# (4140) Branham
(4140) Branham (1976 VA) – planetoida z grupy pasa głównego asteroid okrążająca Słońce w ciągu 5,22 lat w średniej odległości 3,01 j.a. Odkryta 11 listopada 1976 roku.